# Río Lek
El río Lek (pronunciación en neerlandés: /lɛk/) es un corto río de unos 62 km  de longitud que discurre por el oeste de los Países Bajos, parte del delta del Rin-Mosa-Escalda. Es una sección de uno de los  distributario del río Rin, la continuación del Nederrijn después de que el Kromme Rijn se bifurque en la ciudad de Wijk bij Duurstede. La principal vía fluvial en dirección oeste se denomina en lo sucesivo río Lek. Cerca del pueblo de Kinderdijk, el Lek se encuentra con el río Noord y, a partir de entonces, la corriente combinada se conoce como Nieuwe Maas a medida que fluye hacia el mar del Norte.
Algunas secciones del río forman el límite entre las provincias de  Utrecht y Güeldres, y entre Utrecht y Holanda Meridional.
Históricamente, el Lek era un brazo menor del Rin. En la época romana, el Nederrijn desembocaba en el Kromme Rijn, y esos cursos eran la principal salida del Rin. Cuando el Kromme Rijn comenzó a llenarse de sedimentos en la Edad Media, con el represamiento del curso principal (hoy Kromme Rijn, Leiden Rhine y Viejo Rin), el Lek se convirtió en el brazo principal del delta del Rin.
Otras ciudades importantes en sus orillas son Culemborg, Vianen, Schoonhoven, Nieuw-Lekkerland, Lekkerkerk y Krimpen aan de Lek. El lecho del río se encuentra ligeramente más alto que las tierras circundantes y, por lo tanto, los diques son esenciales para contener el Lek.
El nombre «Lek» deriva de las palabras neerlandesas lake y leek, que significan 'curso de agua'.

### Geografía
Hasta Vianen, el Lek forma la frontera provincial entre Utrecht y Güeldres. En la región de Vianen, se encuentra completamente dentro de Utrecht, luego forma la frontera entre Utrecht y Holanda Meridional hasta Schoonhoven. Desde Schoonhoven, el río se encuentra completamente dentro del territorio de la provincia de Holanda Meridional.
No hay ciudades grandes en el Lek, solo una gran cantidad de pequeñas ciudades históricas: en dirección aguas abajo Wijk bij Duurstede, Culemborg, Vianen, Ameide, Nieuport y Schoonhoven. Cerca de la confluencia con el Noord se encuentran los asentamientos más grandes de Lekkerkerk y de Krimpen aan de Lek.  El municipio más poblado a lo largo del Lek es Nieuwegein, cuyo centro moderno no está al borde del Lek, sin embargo, el centro histórico de Vreeswijk está cerca de él.

### Navegación
El Lek está conectado con otros ríos a través del canal Ámsterdam-Rin (cerca de Wijk bij Duurstede), que continúa hacia el sur hacia el río Waal. Una rama de este canal, el Lekkanaal ('canal del Lek') está conectado al río en la ciudad de Nieuwegein. Otro enlace es el del canal del Merwede (cerca de Vianen). Históricamente, el Lek está conectado al Yssel holandés  por el río Vlist cerca de Schoonhoven. Originalmente, el Vlist era un brazo antiguo del Lek. 
En Hagestein hay un gran conjunto de aliviaderos. Solo dos puentes cruzan el Lek: en Vianen (puente de la autopista) y en Culemborg (puente ferroviario). De lo contrario, solo puede cruzar el Lek tomando una de las muchas conexiones de ferry.